# Mohd Hamzani Omar
Mohd Hamzani bin Omar (Johor, 30 settembre 1978) è un allenatore di calcio ed ex calciatore malese, di ruolo difensore, tecnico del Johor Darul Ta'zim II.

## Carriera

### Giocatore

#### Club
Ha militato dal 1998 al 2012 alternatamente in due squadre della propria città natale, il Johor Darul Ta'zim e il Johor FA, con cui ha concluso la propria carriera nel 2012.

#### Nazionale
Ha debuttato in Nazionale il 24 marzo 2007, nell'amichevole Sri Lanka-Malesia (1-4). Ha partecipato, con la Nazionale, alla Coppa d'Asia 2007. Ha collezionato in totale, con la maglia della Nazionale, 4 presenze.

### Allenatore
Nel gennaio 2017 diventa allenatore dello Johor Darul Ta'zim II.